# RS-845
Pour les articles homonymes, voir Route 845.
La RS-845 est une route locale du Nord-Ouest de l'État du Rio Grande do Sul qui relie la RS-323 au district Vila Trentin de la municipalité de Jaboticaba. Elle dessert cette seule commune, et est longue de 1,480 km.